# Cucumis myriocarpus
Cucumis myriocarpus là một loài thực vật có hoa trong họ Cucurbitaceae. Loài này được Naudin mô tả khoa học đầu tiên năm 1859.

## Hình ảnh

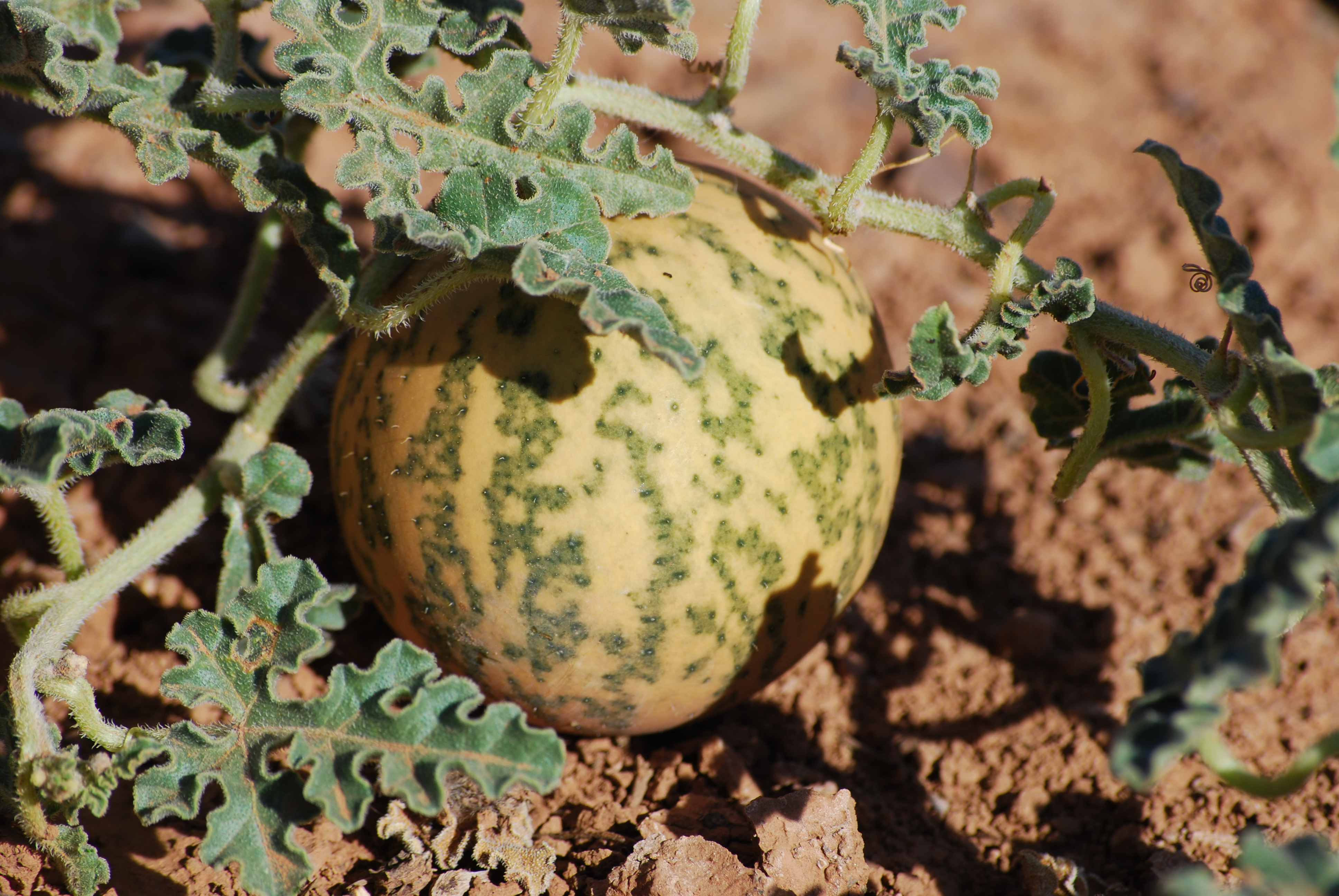
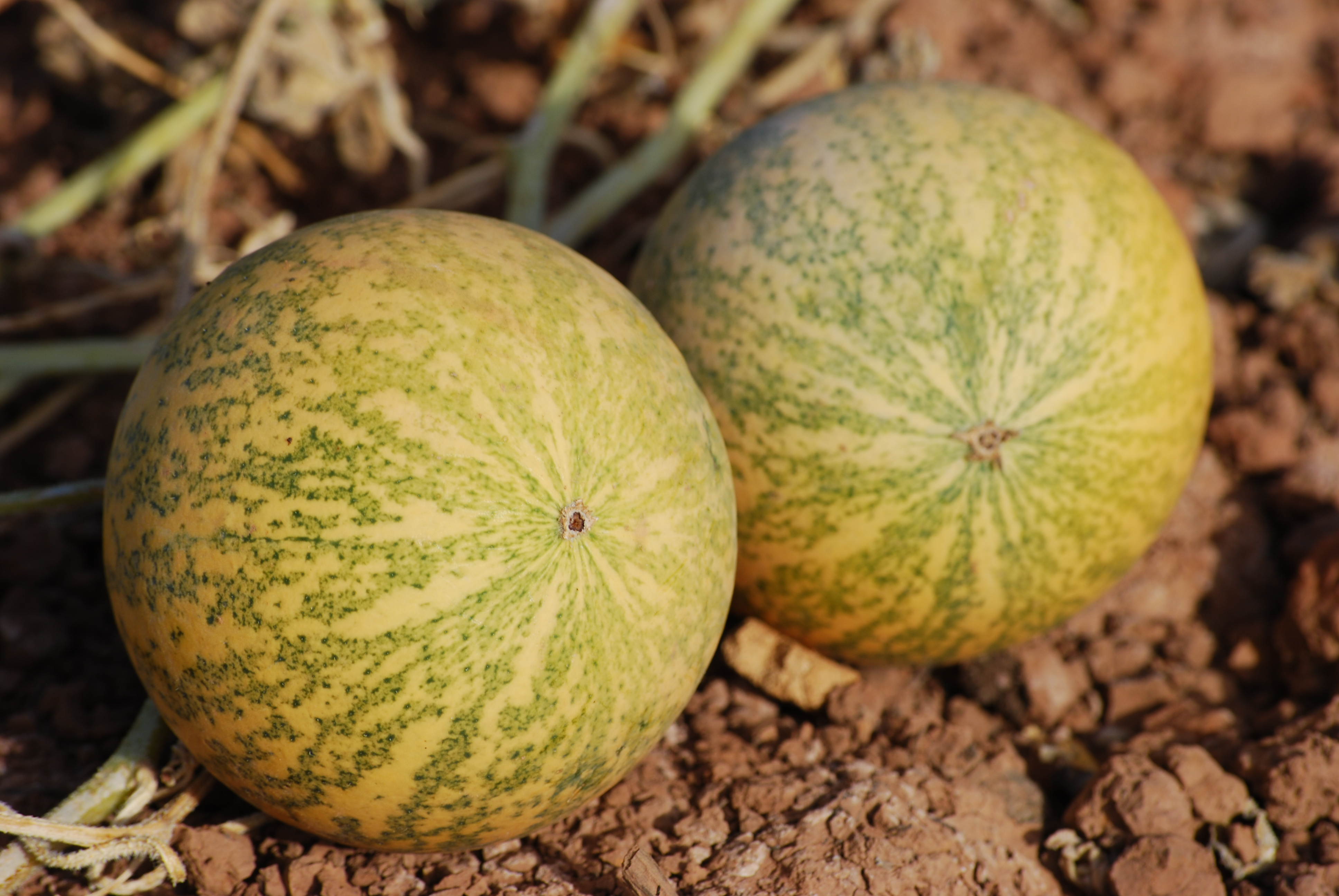
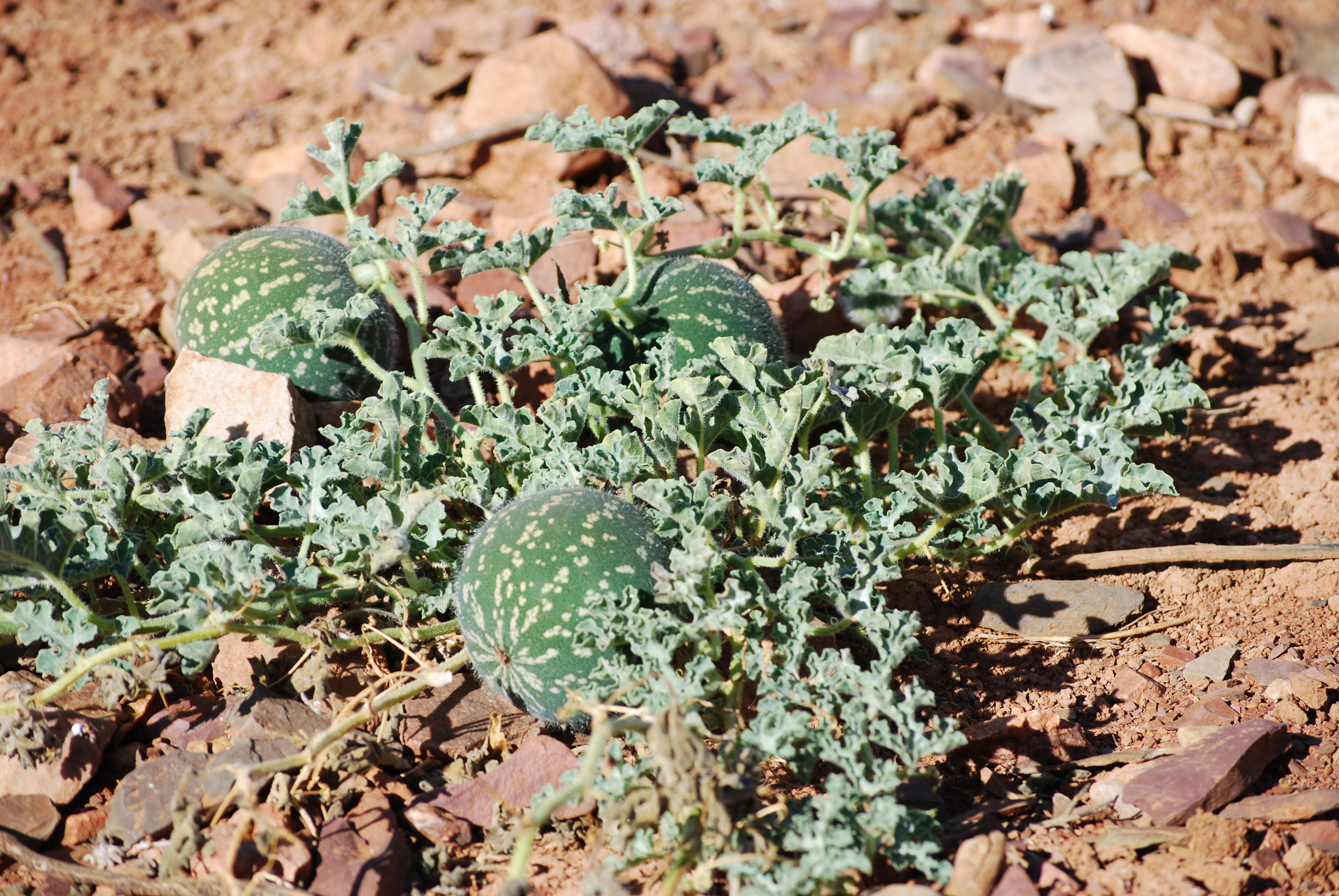
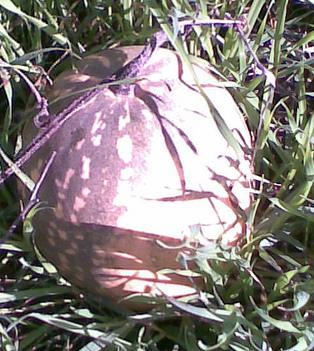